# تپه غار شمس
تپه غار شمس مربوط به هزاره اول قبل از میلاد است و در شهرستان تکاب، بخش تخت سلیمان، دهستان ساروق، روستای نبی کندی واقع شده و این اثر در تاریخ ۷ اسفند ۱۳۸۵ با شمارهٔ ثبت ۱۶۷۹۶ به‌عنوان یکی از آثار ملی ایران به ثبت رسیده است.